# Інґе Гейбрук
Інґе Гейбрук (нід. Inge Heybroek, 12 жовтня 1915 — 9 лютого 1956) — нідерландський хокеїст на траві.
Бронзовий призер Олімпійських Ігор 1936 року.